# Aplysia nigrocincta
Aplysia nigrocincta is een slakkensoort uit de familie van de Aplysiidae.
De wetenschappelijke naam van de soort is voor het eerst geldig gepubliceerd in 1880 door von Martens.